# 鶯 (映画)
『鶯』（うぐいす）は、1938年に公開された豊田四郎監督の日本映画。
伊藤永之介の同名小説が原作。
戦後、テレビドラマでリメイクされた。

## スタッフ
- 製作 - 重宗和伸[1]
- 監督 - 豊田四郎[1]
- 脚本 - 八田尚之[1]
- 原作 - 伊藤永之介[1] 小説『鶯』
- 撮影 - 小倉金弥[1]
- 音楽 - 中川栄三[1]
- 美術 - 進藤誠吾[2]
- 録音 - 奥津武[2]
- 照明 - 馬場春俊[2]

## キャスト
- 勝見庸太郎 - 警察署長[2]
- 御橋公 - 人事主任[2]・三好[5]
- 伊達信 - 尺八流し[2]
- 鶴丸睦彦 - 卯之吉[2]
- 押本映治 - 村会議員[2]
- 北沢彪 - 訓導[2]
- 藤輪欣司 - 鶏泥棒[2]
- 汐見洋 - 医師[2]
- 霧立のぼる - 百姓女[2]
- 清川虹子 - その母[2]
- 堤真佐子 - 鶯を売る女[2]
- 村井キヨ - 林檎売り[2]
- 文野朋子 - ハル[2]
- 杉村春子 - 産婆・八重[2]
- 水町庸子 - キン婆さんの娘・ヨシエ[5]
- 藤間房子 - キン婆さん[2]
- 堀川浪之助 - 司法主任[2]
- 江藤勇 - 刑事主任[2]
- 恩田清次郎 - 警官[2]（齋藤巡査）
- 平陽光 - 警官[2]
- 大友純 - 警官[2]
- 木浦柴雄 - 警官[2]
- 田辺若男 - 春吉[2]
- 原田耕一郎 - 周旋屋[2]
- 榊田敬治 - 出札係[2]

## 受賞歴
- 1938年度 第15回キネマ旬報賞
  - 日本映画ベスト・テン6位　『鶯』（豊田四郎監督）[6]

## テレビドラマ
- 1956年12月30日 21:00 - 22:00、KRテレビ（現：TBSテレビ）『東芝日曜劇場（現：日曜劇場）』で放送。出演は十七代目 中村勘三郎、二代目 中村又五郎、初代 水谷八重子、小沢栄、浜田寅彦、金子信雄、二代目 尾上九朗右衛門、三木のり平。[7]
- 1964年3月1日 22:00 - 23:00、NET『日本映画名作ドラマ』で放送。出演は岸輝子、小林重四郎、沢村貞子、山形勲、松村達雄、小栗一也、上月左知子、菊池勇一、里木三郎、幸田宗丸、武藤英司、旗和子。[8]

| KRテレビ 東芝日曜劇場                                    | KRテレビ 東芝日曜劇場                 | KRテレビ 東芝日曜劇場                         |
| 前番組                                                   | 番組名                                | 次番組                                        |
| -------------------------------------------------------- | ------------------------------------- | --------------------------------------------- |
| ミュージカルドラマ 忘れえぬクリスマス （1956年12月23日） | 鶯（1956年ドラマ） （1956年12月30日） | 舞踊 越後獅子 京鹿子娘道成寺 （1957年1月6日） |
| NET 日本映画名作ドラマ                                   |                                       |                                               |
| 雪たたき （1964年2月23日）                               | 鶯（1964年ドラマ） （1964年3月1日）   | 青春会議 （1964年3月8日）                     |